# Jaroslava Brožová Lampertová
Jaroslava Brožová Lampertová (* 3. dubna 1954) je česká lokální politička za ANO a podnikatelka. Od roku 2014 je zastupitelkou a v letech 2014–2022 byla starostkou Velké Hleďsebe, rovněž od roku 2020 působí v zastupitelstvu Karlovarského kraje. V roce 2020 neúspěšně kandidovala do Senátu.
Od února 2024 působí jako předsedkyně spolku Senioři České republiky, Základní organizace Mariánské Lázně.

## Politická kariéra

### Zastupitelstvo Velké Hleďsebe

#### Volby do zastupitelstev obcí 2010
Ve volbách do Zastupitelstva Velké Hleďsebe v roce 2010 kandidovala na 2. místě kandidátky Občanské demokratické strany. Zároveň šlo během voleb o členku strany. ODS získala 12,52 % a 1 mandát. Lampertová získala 5. nejvyšší počet preferenčních hlasů na kandidátce, avšak díky pozici na kandidátce byla v pořadí 2. náhradník.

#### Volby do zastupitelstev obcí 2014
Ve volbách do Zastupitelstva Velké Hleďsebe v roce 2014 byla lídryní kandidátky ANO 2011. ANO vyhrálo se ziskem 31,33 % a 5 mandátů. Lampertová byla zvolena zastupitelkou.

#### První období starostky (2014–2018)
Na ustavujícím zasedání zastupitelstva byla navrhnuta Lampertová hnutím ANO jako kandidátka na starostku. Proti ní stál stávající starosta Bohumil Kovařík (STAN) a Igor Panuška (TOP 09). Nikdo nebyl zvolený, následně se volba starosty odložila na další jednání. 
Na nadcházejícím jednání konající se v prosinci byla navržena pouze Lampertová, která byla zvolena.

#### Volby do zastupitelstev obcí 2018
Ve volbách do Zastupitelstva Velké Hleďsebe v roce 2018 byla znovu lídryní kandidátky ANO 2011. ANO získalo 48,78 % a 8 mandátů, který ze všech 15 míst tvořil nadpoloviční počet. Lampertová si post zastupitelky obhájila.

#### Druhé období starostky (2018–2022)
Na ustavujícím zasedání zastupitelstva Lampertová obhájila funkci starostky. Začalo tak druhé období Lampertové ve funkci starostky.
| Možnost                       | Počet hlasů |
| ----------------------------- | ----------- |
| Pro                           | 12          |
| Proti                         | 2           |
| Zdrželo se                    | 0           |
| Hlasovalo                     | 14          |
|                               |             |
| Nehlasovalo (nebylo přítomno) | 1           |
| Celkem                        | 15          |
| Zdroj:                        |             |

#### Volby do zastupitelstev obcí 2022
Ve volbách do Zastupitelstva Velké Hleďsebe v roce 2022 byla potřetí lídryní kandidátky ANO 2011. ANO vyhrálo se ziskem 45,34 % a 7 mandátů. Lampertová si post zastupitelky obhájila.
Po volbách vznikla koalice Sdružení nezávislých kandidátů a Volby pro Velkou Hleďsebi, kteří úspěšně na starostu navrhly Pavla Zteiskara, čímž skončilo druhé období Lampertové.

### Zastupitelstvo Karlovarského kraje

#### Volby do zastupitelstev krajů 2020
Ve volbách do Zastupitelstva Karlovarského kraje v roce 2020 kandidovala na 13. místě kandidátky kandidátky ANO 2011. ANO vyhrálo se ziskem 24,79 % a 13 mandátů. Lampertová tak těsně byla zvolena zastupitelkou.

#### Volby do zastupitelstev krajů 2024
Ve volbách do Zastupitelstva Karlovarského kraje v roce 2024 kandidovala na 16. místě kandidátky kandidátky ANO 2011. ANO vyhrálo se ziskem 44,03 % a 28 mandátů. Lampertová tak obhájila funkci zastupitelky.

### Volby do Senátu PČR 2020
Ve volbách do Senátu PČR v roce 2020 kandidovala za ANO 2011 v senátním obvodě č. 3 – Cheb. V 1. kole získala 17,24 % a skončila na 2. místě. Do druhého kola šla s kandidátem za STAN Miroslavem Plevným. Plevný nad Lampertovou v 2. kole vyhrál se ziskem 70,31 %.

### Volby do Poslanecké sněmovny PČR 2021
Ve volbách do Poslanecké sněmovny PČR v roce 2021 kandidovala na posledním 14. místě kandidátky ANO 2011 v Karlovarském kraji. ANO vyhrálo v kraji se ziskem 33,06 % a 2 mandátů. Lampertová tak post poslankyně nezískala.